# Anita Barone
Anita Louise Barone (San Luis, Misuri, 25 de septiembre de 1964) es una actriz estadounidense. Es conocida por sus papeles en las sitcoms The Jeff Foxworthy Show, Daddio y The War at Home.

## Vida y carrera
Barone nació en San Luis, Misuri. Obtuvo su BFA de la Universidad de Detroit, seguido por un MFA de la Universidad Wayne State.
Barone apareció en la cuarta temporada de Seinfeld, "The Shoes", como Gail Cunningham, un chef que quería los zapatos de Elaine. A principios de 1990, fue un miembro regular de Carol and Company con la actriz Carol Burnett. Barone también interpretó a Carol Willick, la exesposa de Ross, en la primera aparición del personaje en Friends pero dejó el programa para perseguir un papel de tiempo más completo. Protagonizó The Jeff Foxworthy Show para la primera temporada, y The War at Home. En 2000, Barone también protagonizó la sitcom Daddio.
Los otros créditos de Barone en televisión incluyen Curb Your Enthusiasm, Quantum Leap, Empty Nest, Chicago Hope, Castle, Do Not Disturb, Ally McBeal, Caroline in the City, Party of Five y The Larry Snaders Show.
En 2003, fue la receptora de Methodfest 2005 como mejor actriz de reparto por su trabajo en el largometraje, One Last Ride.
En 2011, Barone comenzó su papel recurrente en el sitcom de Disney Channel Shake It Up como Oficial Georgia Jones, la madre del personaje de Bella Thorne, CeCe Jones y de Davis Cleveland, Flynn Jones

## Vida personal
Barone está casada con Matthew Glave, con quien tiene dos hijas, Madeline y Roxanne.

## Filmografía

### Cine
- The Rosary Murders (1987)
- Ricochet (1991)
- The Takeover (1995)
- Just Friends (1996)
- Running Time (1997)
- Just Write (1997)
- Dream With the Fishes (1997)
- Santa's Little Helper (1999)
- The Sex Monster (1999)
- Buttleman (2002)
- One Last Ride (2003)
- Shake It Up: Made In Japan (2012)

### Televisión
- Friends (1994)
- The Jeff Foxworthy Show (1995-2006)
- Daddio (2000-2002)
- The War at Home (2005-2008)
- Shake It Up (2010-2013)